# Libre navegación de los ríos de Argentina
La República Argentina tiene abierta la libre navegación de sus ríos a los barcos de todos los países del mundo, los cuales pueden ingresar y circular por los ríos argentinos sin la necesidad de solicitar autorización y pagar derechos de pasaje. Este derecho está sujeto a las reglamentaciones dictadas por las autoridades argentinas, que debe tratar a los buques extranjeros de igual forma que a los nacionales, y ha sido establecido por medio de tratados multilaterales de reciprocidad y por una cláusula constitucional.

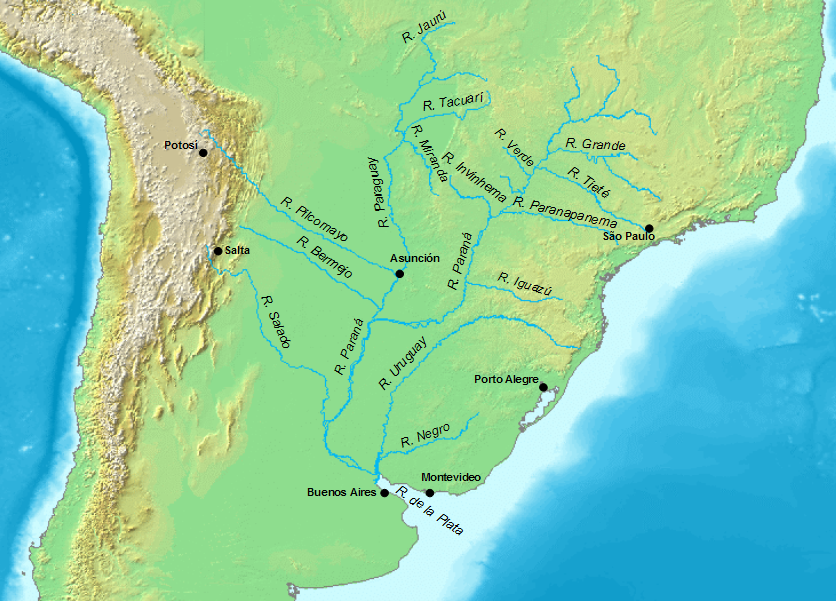
La cuenca del Río de la Plata.

## Real Pragmática de los Reyes Católicos
La Real Pragmática del 1 de septiembre de 1500 emitida por los Reyes Católicos de Castilla y de Aragón estableció el monopolio de la navegación hacia y desde las recientemente descubiertas Indias españolas para los barcos que enarbolaran el pendón de Castilla, pudiendo utilizarse barcos extranjeros solo en caso de que no pudieran hacerlo los propios y con previa autorización. Esa medida proteccionista cerró la navegación para todo barco no perteneciente a la monarquía española en sus posesiones. El 3 de junio de 1503 crearon la Casa de Contratación de Indias en Sevilla a la cual competían todos los negocios indianos incluyendo la navegación.

## Portugal en el Río de la Plata
En enero de 1680 Portugal ocupó la isla San Gabriel y fundó la Colonia del Sacramento en la margen norte del Río de la Plata cuestionando los derechos de España en el área basándose en su propia interpretación del Tratado de Tordesillas. Poco después la colonia fue ocupada por las tropas del gobernador de Buenos Aires, pero devuelta a Portugal el 12 de febrero de 1683 luego de la firma del Tratado Provisional de Lisboa del 7 de mayo de 1681, con lo que Portugal obtuvo provisoriamente la libre navegación para sus barcos en el Río de la Plata, pero se mantuvo la prohibición del comercio entre los establecimientos de ambas coronas.

## Libre navegación para los esclavistas británicos
En el Asiento de Negros aprobado por el rey de España el 26 de marzo de 1713 a favor de los comerciantes esclavistas británicos por el término de 30 años se les permitió la libre navegación para introducir monopólicamente esclavos en el Río de la Plata:

Condición 19. — Que los dichos asentistas, sus factores y sus apoderados han de poder navegar é introducir los esclavos negros de su de obligación en todos los puertos del norte de las Indias occidentales de Su Majestad Católica, incluso el Rio de la Plata, con prohibición á todos los demás, ya sean vasallos ó extranjeros de la corona de transportar ni introducir negros algunos, de bajo de las penas establecidas por leyes que comprenden este contrato (...) con la calidad de no poder introducir en el dicho Rio de la Plata ó Buenos Aires mas de las mil y doscientas piezas de negros permitidas por la condición 8°.

Las concesiones a los barcos británicos fueron renovadas en los tratados del 26 de marzo de 1716, 26 de mayo de 1771 y 5 de julio de 1814.

## División de los ríos de la cuenca del Plata entre España y Portugal
Por el Tratado de Lisboa del 18 de junio de 1701 entre ambas coronas, confirmado por el Tratado de Utrecht de 1715, Portugal obtuvo de derecho la Colonia del Sacramento y así el Río de la Plata quedó como un río limítrofe. La Colonia del Sacramento se transformó así en un foco del contrabando entre portugueses y españoles.

### Tratado de Madrid de 1750
El Tratado de Madrid fue firmado por Fernando VI de España y Juan V de Portugal el 13 de enero de 1750 para definir los límites entre sus respectivas colonias en América del Sur basándose en el uti possidetis y dejando de lado el Tratado de Tordesillas. La posesión portuguesa de las altas cuencas de los ríos Paraguay, Paraná y Uruguay fue reconocida en el tratado, mientras que Portugal entregó a España la Colonia del Sacramento y sus dependencias reconociendo la plena soberanía española en las aguas del Río de la Plata. Esos tres ríos, junto con otros, quedaron con tramos de soberanía y navegación compartida, mientras que en los tramos propios de cada monarquía la navegación era exclusiva.

Artículo XIII. Su Majestad Fidelísima, en su nombre y de sus herederos y sucesores, cede para siempre a la Corona de España la Colonia del Sacramento, y todo su territorio adyacente a ella en la margen septentrional del Río de la Plata, hasta los confines declarados en el artículo IV; y las plazas, puertos y establecimientos que se comprenden en el mismo paraje; como también la navegación del mismo Río de la Plata, la cual pertenecerá enteramente a la Corona de España. Y para que tenga efecto, renuncia Su Majestad Fidelísima todo el derecho y acción que tenía reservado a su Corona por el tratado provisional de 7 de Mayo de 1681, y la posesión, derecho y acción que le pertenece y pueda tocarle, en virtud de los artículos V y IV del tratado de Utrecht, de 6 de febrero de 1715, o por otra cualquiera convención, título o fundamento.

Artículo XVIII. La navegación de aquella parte de los ríos, por donde ha de pasar la frontera, será común a las dos naciones; y generalmente, donde ambas orillas de los ríos pertenezcan a una de las dos Coronas, será la navegación privativamente suya; y lo mismo se entenderá de la parte de dichos ríos, siendo común a las dos naciones donde lo fuere la navegación, y privativa donde lo fuere de una de ellas la dicha navegación (...)

Artículo XIX. En toda la frontera será vedado y de contrabando el comercio entre las dos naciones; quedando en su fuerza y vigor las leyes promulgadas por ambas Coronas que de esto tratan. Y además de esta prohibición, ninguna persona podrá pasar del territorio de una nación al de la otra por tierra, ni por agua; ni navegar en el todo o parte de los ríos que no sean privativos de su nación, o comunes, con pretexto ni motivo alguno, sin sacar primero licencia del Gobernador, o del superior del terreno donde ha de ir, o que vaya, enviado del Gobernador de su territorio a solicitar algún negocio (...)
Tratado de Madrid

El Tratado de Madrid fue anulado por el Tratado de El Pardo del 12 de febrero de 1761 que restauró la situación previa a 1750, pero volvió la guerra, Colonia pasó a manos españolas y se produjo una fracasada Invasión anglo-portuguesa al Río de la Plata en 1763, pero la Colonia y San Gabriel volvieron a manos portuguesas el 27 de diciembre de 1763 manteniéndose el Río de la Plata como fronterizo.

### Tratado de San Ildefonso de 1777
El 5 de junio de 1777 España retomó Colonia del Sacramento y el 1 de octubre de 1777 fue firmado el Tratado de San Ildefonso, por el que Portugal volvió a entregar a España la Colonia del Sacramento y sus dependencias y reconoció la soberanía española en el Río de la Plata y en el río Uruguay. 

Artículo III. Como uno de los principales motivos de las discordias ocurridas entre las dos Coronas, haya sido el establecimiento portugués de la Colonia del Sacramento, isla de San Gabriel, y otros puestos y territorios que se han pretendido por aquella nación en la banda septentrional del Río de la Plata, haciendo común con los españoles la navegación de este, y aun la del Uruguay, se han convenido los dos Altos Contrayentes, por el bien recíproco de ambas naciones, y para asegurar una paz perpetua entre las dos, que dicha navegación de los ríos de la Plata y Uruguay, y los terrenos de sus dos bandas, septentrional y meridional, pertenezcan privativamente a la Corona de España y a sus súbditos, hasta donde desemboca en el mismo Uruguay, por su ribera occidental, el río Pequirí o Pepirí-guazú: extendiéndose la pertenencia de España, en la referida banda septentrional, hasta la línea divisoria que se formará, principiando por la parte del mar, en el arroyo de Chuí, y Fuerte de San Miguel inclusive, y siguiendo las orillas de la Laguna Merin, a tomar las cabeceras o vertientes del Río Negro: las cuales, como todas las demás de los ríos que van a desembocar a los referidos de la Plata y Uruguay, hasta la entrada en este último de dicho Pepirí-guazú, quedarán privativas de la misma Corona de España, con todos los territorios que posee, y que comprenden aquellos países, incluso la citada Colonia del Sacramento y su territorio, la isla de San Gabriel y los demás establecimientos que hasta ahora haya poseído (...)

Quedaron como ríos limítrofes con navegación compartida: Pepirí Guazú, San Antonio, Igurey, Corrientes y tramos del Paraná, Paraguay e Iguazú, aunque los 4 primeros ríos motivaron disputas sobre su identificación.

Artículo XVIII. En los ríos cuya navegación fuere común a las dos naciones en todo o en parte, no se podrá levantar o construir por alguna de ellas fuerte, guardia o registro, ni obligar a los súbditos de ambas potencias que navegaren, a sufrir visitas, llevar licencias, ni sujetar a otras formalidades; y solamente se les castigará con las penas expresadas en el artículo antecedente cuando entraren en puerto o terreno ajeno, o pasaren de aquel punto, hasta donde dicha navegación sea común para introducirse en la parte de río que fuere ya privativa de los súbditos de la otra potencia.
Tratado de San Ildefonso

## Puerto Preciso de Santa Fe
En 1739 la Real Audiencia de Charcas dispuso que Santa Fe fuera un puerto preciso de la navegación del Paraguay, lo que fue confirmado por la Real Cédula del 1 de abril de 1743. Todos los barcos procedentes del Paraguay debían desembarcar sus cargas en Santa Fe para seguir por tierra hacia Buenos Aires, lo que provocó disputas entre los cabildos y gobernadores de las tres ciudades. El 13 de abril de 1780 el virrey Pedro Melo de Portugal abolió provisoriamente los privilegios del puerto preciso de Santa Fe, lo que fue confirmado por el Consejo de Indias el 14 de febrero de 1781.

## Comienzo del derecho fluvial internacional
El derecho fluvial internacional comenzó a configurarse el 16 de noviembre de 1792 cuando un decreto del Consejo Ejecutivo Provisorio de la República Francesa declaró que en los ríos Escalda y Mosa los estados ribereños tenían derecho a comunicarse con el mar y suprimió las trabas a la navegación.

## Expulsión de los españoles del Río de la Plata
El 27 de octubre de 1777 el rey de España dio carácter definitivo al Virreinato del Río de la Plata y el monopolio de la navegación en el Río de la Plata y sus afluentes en territorio del virreinato continuó sin cambios hasta la revolución del 25 de mayo de 1810, excepto por los breves períodos de las Invasiones Inglesas de 1806 y 1807. En 1801 Portugal se apoderó de las Misiones Orientales haciendo limítrofe el alto Uruguay.
Las nuevas autoridades criollas de Buenos Aires y las realistas que se mantenían en Montevideo entraron en conflicto. El gobernador de esta última ciudad, José María Salazar, quedó en posesión de la flota del Río de la Plata y declaró el bloqueo naval contra Buenos Aires el 3 de septiembre de 1810. Los realistas de Montevideo realizaron incursiones corsarias por los ríos Paraná y Uruguay mientras el gobernador realista del Paraguay controlaba el río Paraguay y el alto Paraná. La situación de control realista de los ríos se acentuó con su victoria en el Combate de San Nicolás, el 2 de marzo de 1811, frente a la incipiente escuadra revolucionaria. Luego de varios combates navales los revolucionarios tomaron el control de los ríos en 1813 y el 23 de mayo de 1814 se apoderaron de Montevideo expulsando definitivamente a los españoles del Río de la Plata. La soberanía exclusiva sobre la navegación fluvial fue mantenida por las autoridades de Buenos Aires, pero el Paraguay quedó fuera de su control.

## Libre navegación de barcos nacionales
El Tratado del Cuadrilátero firmado el 8 de febrero de 1822 entre las provincias de Buenos Aires, Corrientes, Entre Ríos, Santa Fe, dispuso la libre navegación de los ríos para los barcos nacionales: 

Artículo 8°. Queda igualmente libre el comercio marítimo en todas las direcciones y destinos en buques nacionales, sin poder ser obligados a mandarlos abonar derechos, descargar para vender sus mercaderías o fruto por pretexto alguno por los Gobiernos de las cuatro provincias, cuyos puertos subsisten habilitados en los mismos términos; sólo si, por obviar el perjudicial abuso del contrabando, podrán ser reconocidos por los guardacostas respectivos, como sus licencias, guías y demás documentos con que deban navegar, siendo decomiso lo que venga fuera de ellos.
Tratado del Cuadrilátero

## Retorno de los luso-brasileños al Río de la Plata
El inicio de las guerras civiles dejó a las provincias litorales fuera del control de Buenos Aires y la Provincia Oriental fue sometida por la Invasión Luso-Brasileña de 1816, por lo que los ríos Uruguay y de la Plata pasaron a ser de hecho fronterizos y la Provincia Oriental fue anexada en 1817 al Reino Unido de Portugal, Brasil y Algarve como Provincia Cisplatina. En 1822 Brasil se independizó y en 1825 estalló la Guerra del Brasil que culminó con la independencia del Estado Oriental en 1828. Las Provincias Unidas del Río de la Plata no habían reconocido en ningún momento la libre navegación de sus ríos interiores, incluido el Río de la Plata.

## Los ríos Uruguay y de la Plata definitivamente limítrofes
En un artículo adicional de la Convención Preliminar de Paz que puso fin a la guerra se dispuso una cláusula transitoria respecto a la navegación de los ríos de la cuenca del Plata:

Ambas Altas Partes Contratantes, se comprometen a emplear los medios que estén a su alcance a fin de que la navegación del Río de la Plata, y de todos los otros que desaguan en él, se conserve libre para el uso de los súbditos de una y otra Nación, por el tiempo de quince años, en la forma que se ajustare en el Tratado definitivo de Paz.
Convención Preliminar de Paz

## Tratado con el Reino Unido
Ese artículo favoreció indirectamente a los barcos del Reino Unido de Gran Bretaña e Irlanda debido a que el 2 de febrero de 1825 ese país había firmado con las Provincias Unidas del Río de la Plata un Tratado de Paz, Comercio y Navegación que establecía:

Artículo 2º. Habrá entre todos los territorios de S. M. B. en Europa y los territorios de las Provincias Unidas del Río de la Plata una recíproca libertad de comercio.
 Los habitantes de los dos países gozarán respectivamente la franqueza de llegar segura y libremente con sus buques y cargas a todos aquellos parajes, puertos y ríos en los dichos territorios, a donde sea o pueda ser permitido a otros extranjeros llegar, entrar en los mismos y permanecer y residir en cualquiera parte de dichos territorios respectivamente.
 También alquilar y ocupar casas y almacenes para los fines de su tráfico; y generalmente los comerciantes y traficantes de cada nación respectivamente, disfrutarán de la más completa protección y seguridad para su comercio siempre sujetos a las leyes y estatutos de los países respectivamente.
Tratado de Paz, Comercio y Navegación entre las Provincias Unidas del Río de la Plata y Su Majestad Británica

Así la libre navegación concedida al Brasil por 15 años se extendía automáticamente a los súbditos británicos, pero significaba también el reconocimiento británico a la exclusiva soberanía rioplatense sobre sus ríos.

## Tratado con Francia
Luego del Bloqueo francés al Río de la Plata que tuvo lugar entre 28 de marzo de 1838 y el 29 de octubre de 1840, el gobernador de Buenos Aires encargado de las relaciones exteriores de la Confederación Argentina, Juan Manuel de Rosas, acordó otorgarle a Francia los mismos derechos de navegación que gozaran otros países en los ríos argentinos mediante la Convención Arana - Mackau.

Articulo V. Aunque los derechos y goces que en el territorio de la Confederacion Argentina disfrutan actualmente los extrangeros en sus personas y propiedades sean comunes entre los súbditos y ciudadanos de todas y cada una de las Naciones amigas y neutrales, el Gobierno de S. M. el Rey de los Franceses y el de la Provincia de Buenos Aires, Encargado de las Relaciones Exteriores de la Confederacion Argentina declaran, que interin media la conclusion de un tratado de comercio y navegacion entre la Francia y la Confederacion Argentina, los ciudadanos Franceses en territorio Argentino, y los ciudadanos Argentinos en el de Francia, serán considerados en ambos territorios en sus personas y propiedades como lo son ó lo podrán ser los súbditos y ciudadanos de todas y cada una de las demás naciones, aun las mas favorecidas.
Convención Arana - Mackau

## Política de Rosas
Siguiendo el modelo de los países europeos, el gobierno de Rosas sostenía que la navegación de los ríos interiores de la Confederación era privativa de los buques argentinos, y que toda excepción a esta regla debería ser especialmente autorizada por la autoridad nacional. Esa era la política aplicada por el Reino Unido en el río San Lorenzo, y por Brasil en el río Amazonas, a pesar de que, en ambos casos, se perjudicaban los intereses de países ubicados aguas arriba.
Por el Pacto Federal de 1831, en lo concerniente a relaciones exteriores la autoridad nacional era el gobernador de la Provincia de Buenos Aires. Por lo tanto éste decidía sobre la navegación de los ríos y sostenía que los ríos de la Plata y Uruguay debían ser considerados interiores, aunque compartidos entre la Argentina y el Uruguay. Por su parte, el río Paraná debía ser considerado sin discusión un río interior de la Confederación Argentina. Esa política perjudicaba los intereses de los países ubicados aguas arriba de ambos ríos, especialmente al Paraguay. Perjudicaba también a los comerciantes europeos que aspiraban a comerciar directamente con el Paraguay y el oeste brasileño.
El caso paraguayo no había suscitado problemas en ese sentido hasta el fallecimiento del dictador Gaspar Rodríguez de Francia, que había mantenido aislado a ese país por décadas. Pero el nuevo presidente, Carlos Antonio López, aspiraba a una apertura comercial que, bajo las condiciones impuestas por el gobierno de Buenos Aires, resultaba muy limitada. Además el gobierno de Rosas nunca había reconocido la independencia del Paraguay, que por otro lado este país nunca había proclamado. Cuando ésta fue anunciada por López en 1844 Rosas respondió con el decreto del 8 de enero de 1845 que prohibía toda comunicación con el Paraguay desde el territorio de la Confederación Argentina.
Un aliado potencial del Paraguay en el conflicto por la navegación de los ríos era el Imperio del Brasil, que en 1844 intentó consensuar acciones contra el gobierno de Rosas. En septiembre de ese mismo año, Brasil reconoció la independencia del Paraguay, pero nunca se llegó a planear ni ejecutar acción conjunta alguna.
Por otro lado, los gobiernos de las provincias del litoral del río Paraná – especialmente Corrientes – se veían muy perjudicadas por la aplicación excesivamente restrictiva que hacía de estos principios el gobierno de Rosas. Éste exigía que cualquier buque que pasara por el Río de la Plata, aunque su destino no fuera dentro de la Provincia de Buenos Aires, se detuviera en el puerto de la capital y pagara allí los derechos de importación y exportación. Derechos que el gobierno de Buenos Aires utilizaba para su exclusivo beneficio y que fueron reglamentados por la Ley de Aduana de 1835.

## Guerra del Paraná

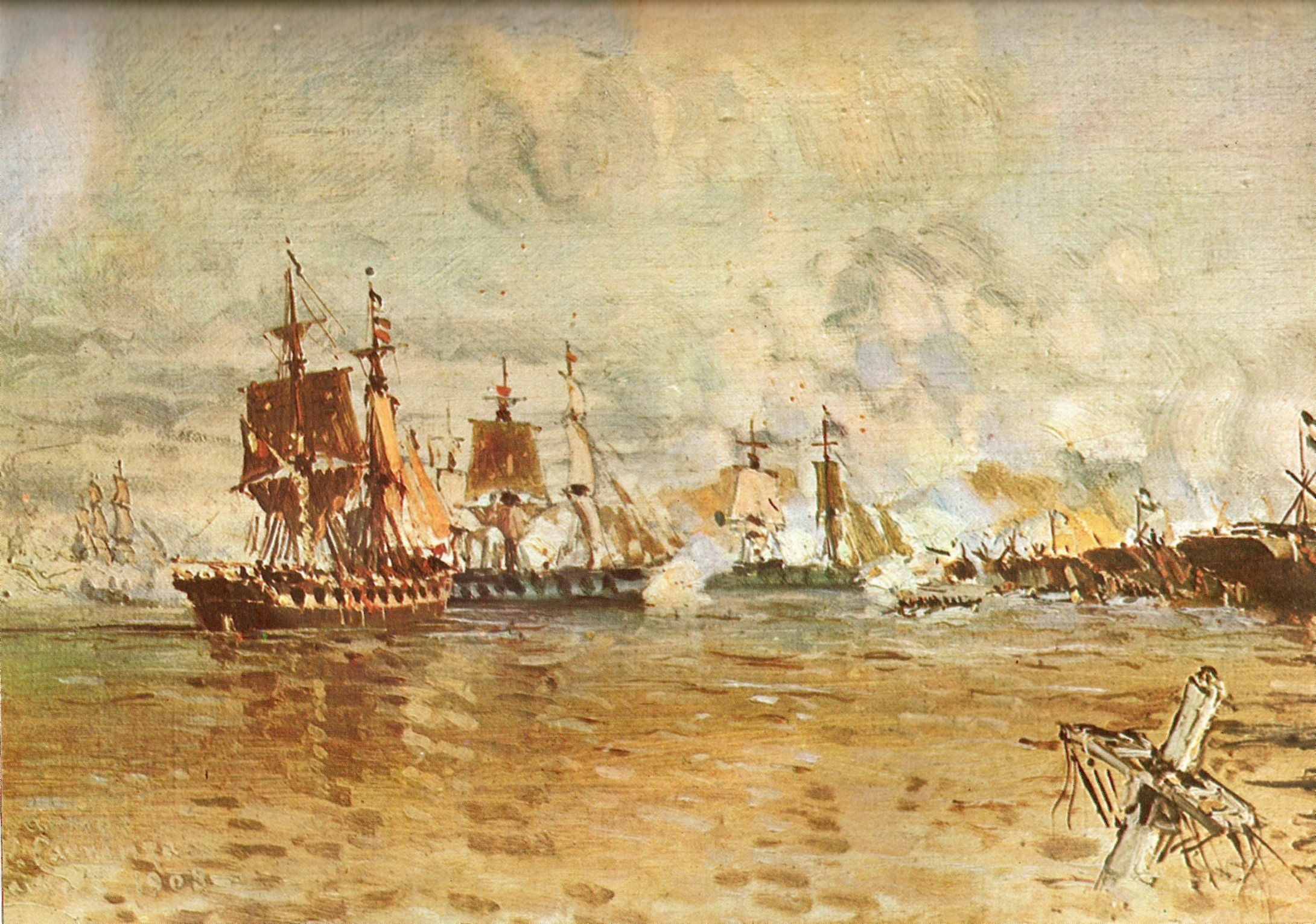
Batalla de la Vuelta de Obligado.

El Bloqueo anglo-francés del Río de la Plata se produjo entre el 2 de agosto de 1845 y el 31 de agosto de 1850 durante el cual el 17 de noviembre de 1845 partió de Montevideo una gran flota, con la misión de abrir el río Paraná al comercio transatlántico. Estaba formada por 22 barcos de guerra y 92 buques mercantes, integrándola los primeros barcos a vapor que remontaron el Paraná. Llevaba a bordo 113 cañones, de calibres de 24 a 80. La comandaban los almirantes Massieu De Clerval y sir Charles Hotham. El 20 de noviembre de 1845 se produjo en aguas del río Paraná la Batalla de la Vuelta de Obligado en la que la escuadra anglo-francesa logró forzar el paso custodiado por una batería costera comandada por el general Lucio Norberto Mansilla y alcanzar Corrientes y el Paraguay. A su regreso ocho meses después debieron forzar el paso en la Batalla de Quebracho el 4 de junio de 1846. 
El 24 de noviembre de 1849 el Reino Unido y la Confederación Argentina firmaron la Convención Arana - Southern que dispuso el reconocimiento británico de la soberanía argentina en el Paraná:

Artículo 4°. El gobierno de S. M. B. reconoce ser la navegación del Río Paraná una navegación interior de la Confederación Argentina y sujeta solamente á sus leyes y reglamentos; lo mismo que la del Río Uruguay en común con el Estado Oriental.
Convención Arana - Southern

El 31 de agosto de 1850 se firmó con Francia la Convención Arana - Le-Prédour que puso fin a la guerra y por la cual Francia reconoció la soberanía argentina en el Paraná:

Artículo 6°. El Gobierno de la República francesa reconoce ser la navegación del Río Paraná, una navegación interior de la Confederación Argentina, y sujeta solamente á sus leyes y reglamentos; lo mismo que la del Río Uruguay en común con el Estado Oriental.
Convención Arana - Le-Prédour

## Acuerdo entre Urquiza y el Brasil
En la Convención celebrada entre el Brasil, la República Oriental del Uruguay y Entre Ríos (que había reasumido el ejercicio de las relaciones exteriores con el Pronunciamiento de Urquiza del 1 de mayo de 1851) para una alianza ofensiva y defensiva a fin de mantener la independencia y de pacificar el territorio del Uruguay, firmada el 29 de mayo de 1851, se dispuso:

Articulo XVIII. Los Gobiernos de Entre-Rios y Corrientes (si este consintiese en el presente convenio) consentirán á las embarcaciones de los Estados aliados la libre navegacion del Paraná en la parte que aquellos Gobiernos son ribereños, y sin perjuicio de los derechos y estipulaciones provenientes de la convencion preliminar de paz de 27 de agosto de 1828, ó de cualquier otro derecho proveniente de cualquier otro principio.

Luego de la renuncia y exilio de Rosas a causa de la Batalla de Caseros del 3 de febrero de 1852, en la que triunfó la alianza encabezada por Justo José de Urquiza, con Brasil, Uruguay y el Partido Unitario, la libre navegación de los ríos pactada entre los aliados fue llevada a efecto por Urquiza.

## Proclamación de la libre navegación de los ríos argentinos
La Guerra entre la Confederación Argentina y el Estado de Buenos Aires dio oportunidad a la diplomacia británica para solicitar a Urquiza en abril de 1852 un tratado que liberara los ríos a la navegación internacional a cambio de bloquear el Puerto de Buenos Aires.
El Acuerdo de San Nicolás entre las provincias de la confederación, del 1 de junio de 1852, confirió a Urquiza la reglamentación de los ríos:

Artículo 16°. Será de las atribuciones del Encargado de las Relaciones Exteriores, reglamentar la navegación de los ríos interiores de la República, de modo que se conserven los intereses y seguridad del territorio y de las rentas fiscales, y lo será igualmente la Administración General de Correos, la creación y mejora de los caminos públicos, y de postas de bueyes para el transporte de mercaderías.
Acuerdo de San Nicolás

El 28 de agosto de 1852 Urquiza decretó la libre navegación de los ríos y el 3 de octubre de 1852 decretó en Paraná que: la navegación de los ríos Paraná y Uruguay es permitida a todo buque mercante cualquiera sea su nacionalidad, procedencia y tonelaje y extendió el permiso a los buques de guerra de las naciones amigas.
El Estado de Buenos Aires, separado de la Confederación, sancionó una ley el 18 de octubre de 1852 reconociendo la libre navegación de los ríos y un decreto firmado por Bartolomé Mitre y Adolfo Alsina el 24 de noviembre de 1852 liberando la navegación del Paraná a los barcos de todas las banderas sin sujetarlos a visitas, estadías ni impuestos.

## Cláusula constitucional
Una cláusula de libre navegación fue incluida en la Constitución Argentina sancionada el 1 de mayo de 1853:

Artículo 26: La navegación de los ríos interiores de la Confederación es libre para todas las banderas, con sujeción únicamente a los reglamentos que dicte la Autoridad Nacional.
Constitución de la Nación Argentina

Con esa declaración constitucional la Confederación Argentina renunció a impedir o gravar la navegación de sus ríos interiores a los barcos de cualquier bandera, limitando su soberanía a solo reglamentarla. 
La cláusula constitucional de 1853 permaneció sin cambios durante la reforma constitucional de 1860 al reunificarse el país y permanece en la constitución vigente en la actualidad.

## Tratados internacionales
Urquiza firmó con los representantes del Reino Unido, Francia y los Estados Unidos tres tratados idénticos el 10 de julio de 1853 en San José de Flores:
- con el Reino Unido
- con Francia
- con los Estados Unidos

Cada uno de los tres tratados expresaba:

Artículo 1. La Confederación Argentina, en el ejercicio de sus derechos soberanos, permite la libre navegación de los ríos Paraná y Uruguay, en toda la parte de su curso que le pertenezca, a los buques mercantes de todas las naciones, con sujeción únicamente a las condiciones que establece este Tratado, y a los reglamentos sancionados o que en adelante sancionare la autoridad nacional de la Confederación.
 (...)

Artículo 5. Las Altas Partes Contratantes, reconociendo que la isla de Martín García puede, por su posición, embarazar e impedir la libre navegación de los confluentes del Río de la Plata, convienen en emplear su influjo para que la posesión de dicha isla no sea retenida ni conservada por ningún Estado del Río de la Plata o de sus confluentes, que no hubiera dado su adhesión al principio de su libre navegación.

Los tres tratados fueron aprobados por el Congreso mediante la ley N° 14 del 1 de diciembre de 1854. Posteriormente adhirieron Bolivia, Paraguay y Brasil. 
Un Tratado de Paz, Amistad, Comercio y Navegación fue firmado por Argentina y Chile el 30 de agosto de 1855, expresando:

Artículo III. Los chilenos en la Confederación Argentina y los argentinos en Chile, podrán recíprocamente y con toda libertad, entrar con sus buques y cargamentos en todos los lugares, puertos y ríos de los dos Estados que están o estuvieren abiertos al comercio extranjero.
Tratado de Paz, Amistad, Comercio y Navegación con Chile

Un Tratado de Paz, Amistad, Comercio y Navegación fue firmado por Argentina y Brasil el 7 de marzo de 1856, expresando:

Artículo 14°. Las embarcaciones argentinas y brasileras tanto de guerra como mercantes, podrán navegar los ríos Paraná, Uruguay y Paraguay en la parte que éstos pertenecen a la Confederación Argentina y al Brasil, con sujeción únicamente a reglamentos fiscales y de policía, en los cuales se obligan ambas altas partes contratantes a adoptar como bases aquellas disposiciones que más eficazmente contribuyan al desarrollo de la navegación, en favor de la cual se establecen dichos reglamentos.

Artículo 15°. En consecuencia, podrán dichas embarcaciones entrar, permanecer, cargar y descargar en los lugares y puertos de la Confederación Argentina y del Brasil que fuesen habilitados al efecto en dichos ríos.
Tratado de Paz, Amistad, Comercio y Navegación con el Brasil

Un Tratado de Paz, Amistad, Comercio y Navegación fue firmado por Argentina y Paraguay el 29 de julio de 1856, expresando:

Artículo XVII. La navegación de los ríos Paraná, Paraguay y el Bermejo es completamente libre y común para los buques mercantes, y de guerra, arjentinos y paraguayos, en conformidad á las disposiciones vijentes en ambas Repúblicas.
Tratado de Paz, Amistad, Comercio y Navegación con el Paraguay

Un Tratado de Paz, Amistad, Comercio y Navegación fue firmado por Argentina y Bolivia el 7 de diciembre de 1858, expresando:

Artículo 9. Los ciudadanos argentinos en Bolivia y los bolivianos en la Confederación Argentina, podrán entrar libremente con sus buques y cargamentos en todos los lugares, puertos, ríos que están o estuvieren habilitados para el comercio.
Tratado de Paz, Amistad, Comercio y Navegación con el Bolivia

Paraguay abrió sus ríos a la navegación extranjera mediante decretos del 3 de octubre de 1854 y del 22 de mayo de 1855, Brasil lo hizo en 1866 y 1867 y Bolivia lo decretó el 27 de enero de 1853. En Uruguay un decreto del 10 de octubre de 1853 declaró abiertos a los buques y al comercio de todas las naciones sus ríos navegables, convalidado por la ley N.º 383 del 27 de junio de 1854, pero la ley N.º 703 del 7 de mayo de 1862 cerró los ríos a los barcos extranjeros.